# Biserica de lemn din Fărău

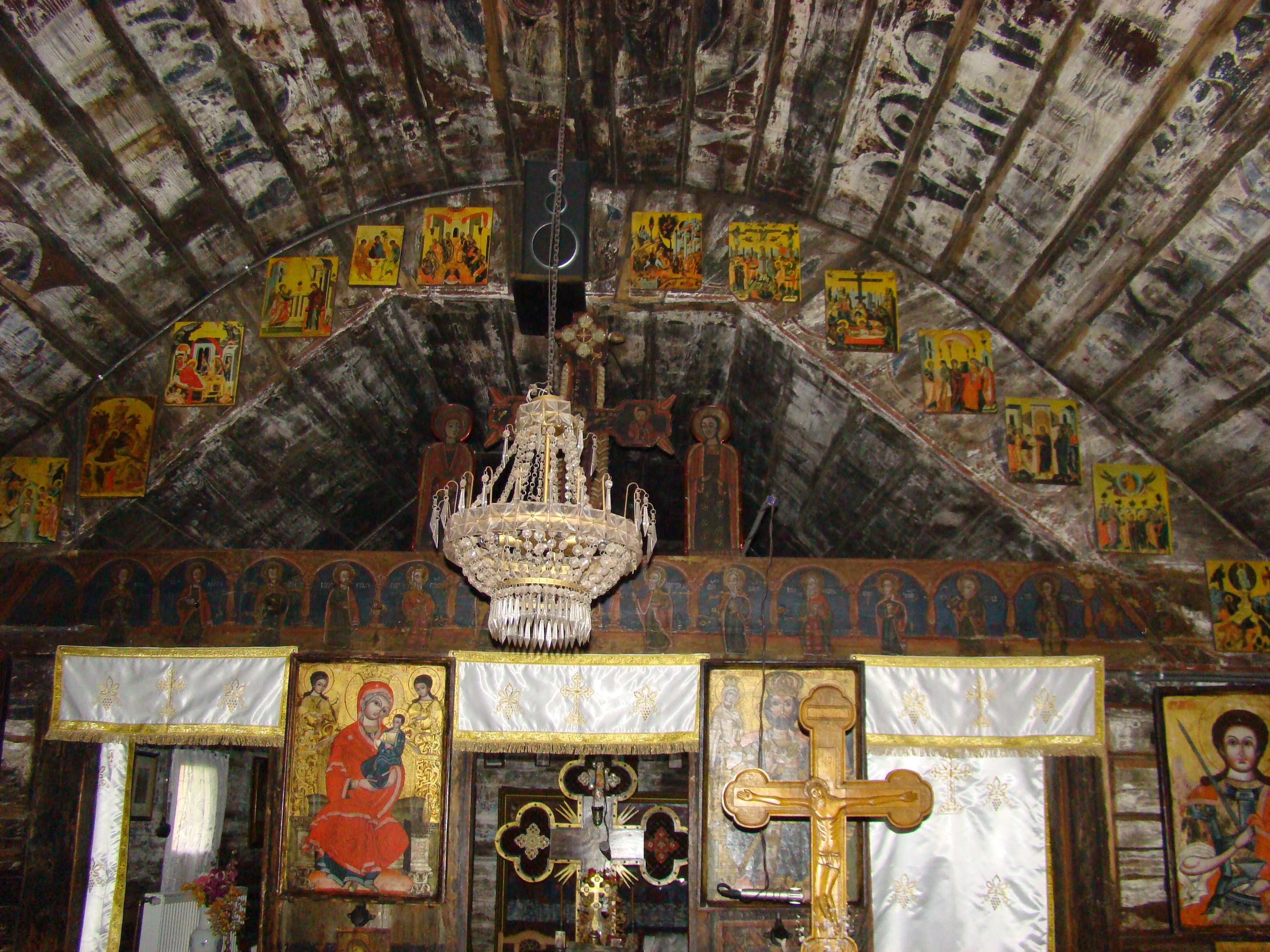
Iconostasul

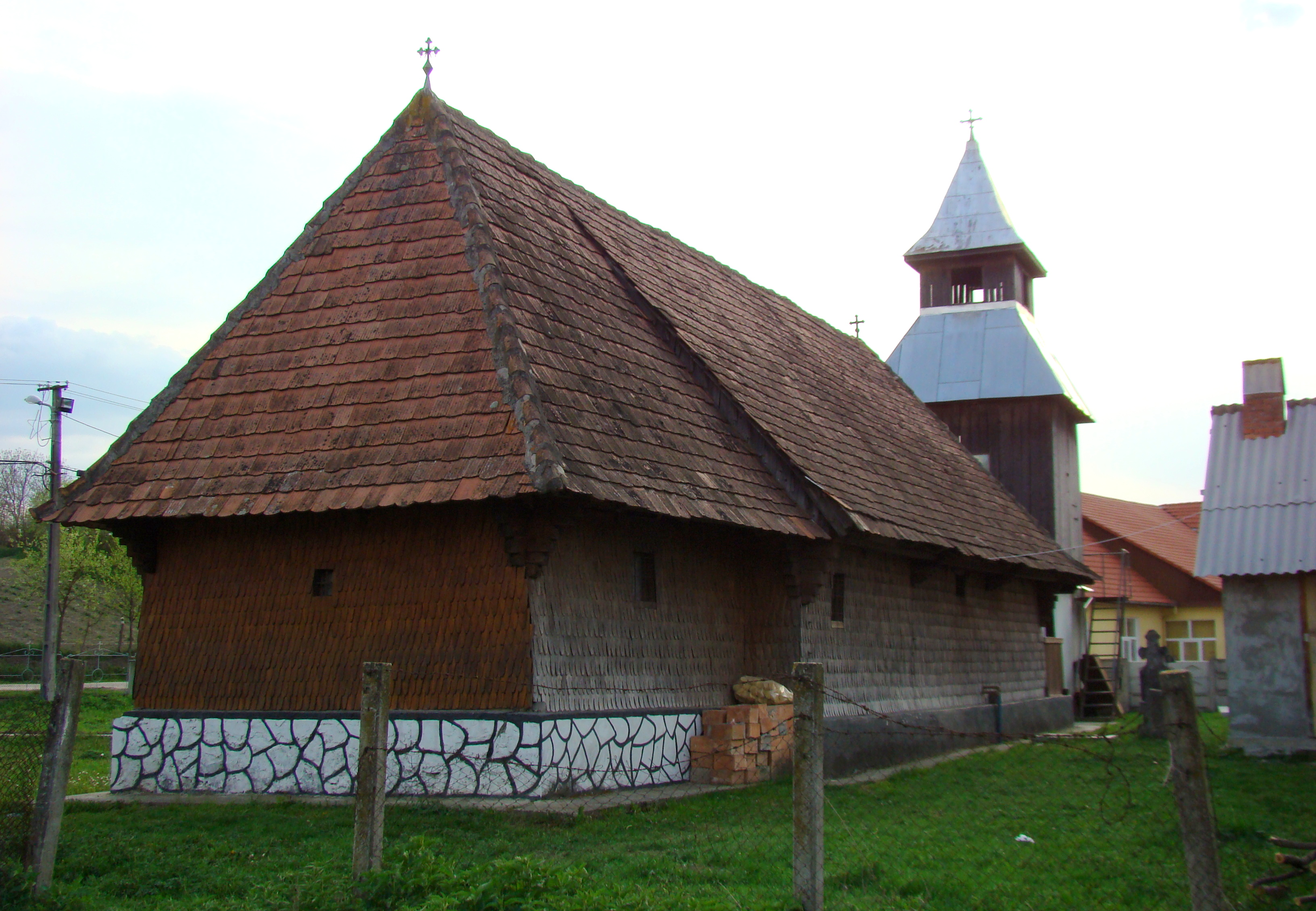
Vedere din nord-est

Biserica de lemn din Fărău, comuna Fărău, județul Alba, datează din anul 1762 . Are hramul „Sfinții Arhangheli Mihail și Gavriil”. Biserica se află pe noua listă a monumentelor istorice sub codul LMI: cod LMI AB-II-m-A-00217.

## Istoric și trăsături
Tradiția consemnează aducerea ei din Sîniacov (comuna Ațintiș, Mureș) de la o |mănăstire.
Analiza construcției duce la concluzia că la refacerea sa au fost folosite două biserici. Una dintre acestea era aceea de pe loc, atestată în 1761-1762 ca ortodoxă cu 100 de familii. Ei îi aparține absida, de formă străveche, decroșată, pătrată; și prima parte a navei. În continuare, bolta navei, ca și pereții, sunt înădiți, alungindu-se cu materialul recuperat de la lăcașul adus din Sâniacob. Anul acestei refaceri, 1842, este înscris pe peretele de vest, lângă intrare însoțit de numele meșterului: Pantelimon din Sâniacob.
Au fost păstrate consolele, cu crestături în retragere succesivă; au fost sacrificate ancadramentele sculptate, dându-se un nou acces pe vest. Pictura a fost și ea distrusă. Urmele de pe bolta navei originare de pe timpanul de vest, ca și de pe înfundătura pridvorului adăugat, indică activitatea unui zugrav de la Feisa.
Elementele tâmplei mai bine conservate; ușile împărătești cu reprezentarea evangheliștilor într-un decor arhitectonic; friza apostolilor, moleniile și crucea Răstignirii, provenite de la biserica localnică sunt databile la mijlocul secolului al XVIII-lea. Icoanele împărătești semnate și datate: Iacov zugravul, 1758, îmbogățesc cunoștințele despre acest dotat artist, creator al unei școli de pictură, care a numărat și pe fiul acestuia, popa Nicolae zugravul.
În Fărău, un alt lăcaș de lemn, construit în 1812, a fost înlocuit în 1926. Pereții fiind tencuiți la exterior și interior, nu se poate aprecia cum și în ce măsură a fost recuperat edificiu anterior.

## Imagini

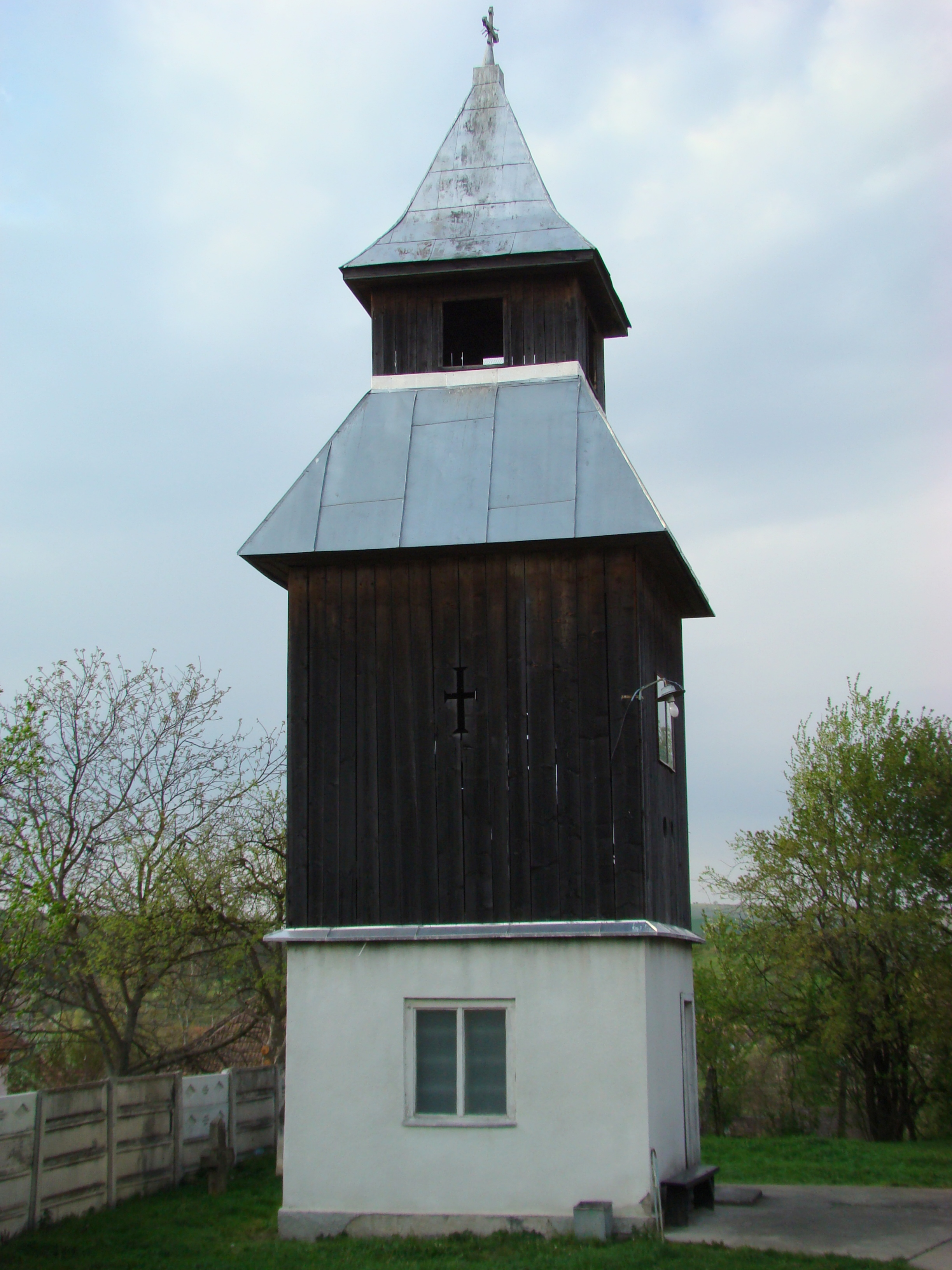
Turnul clopotniţă
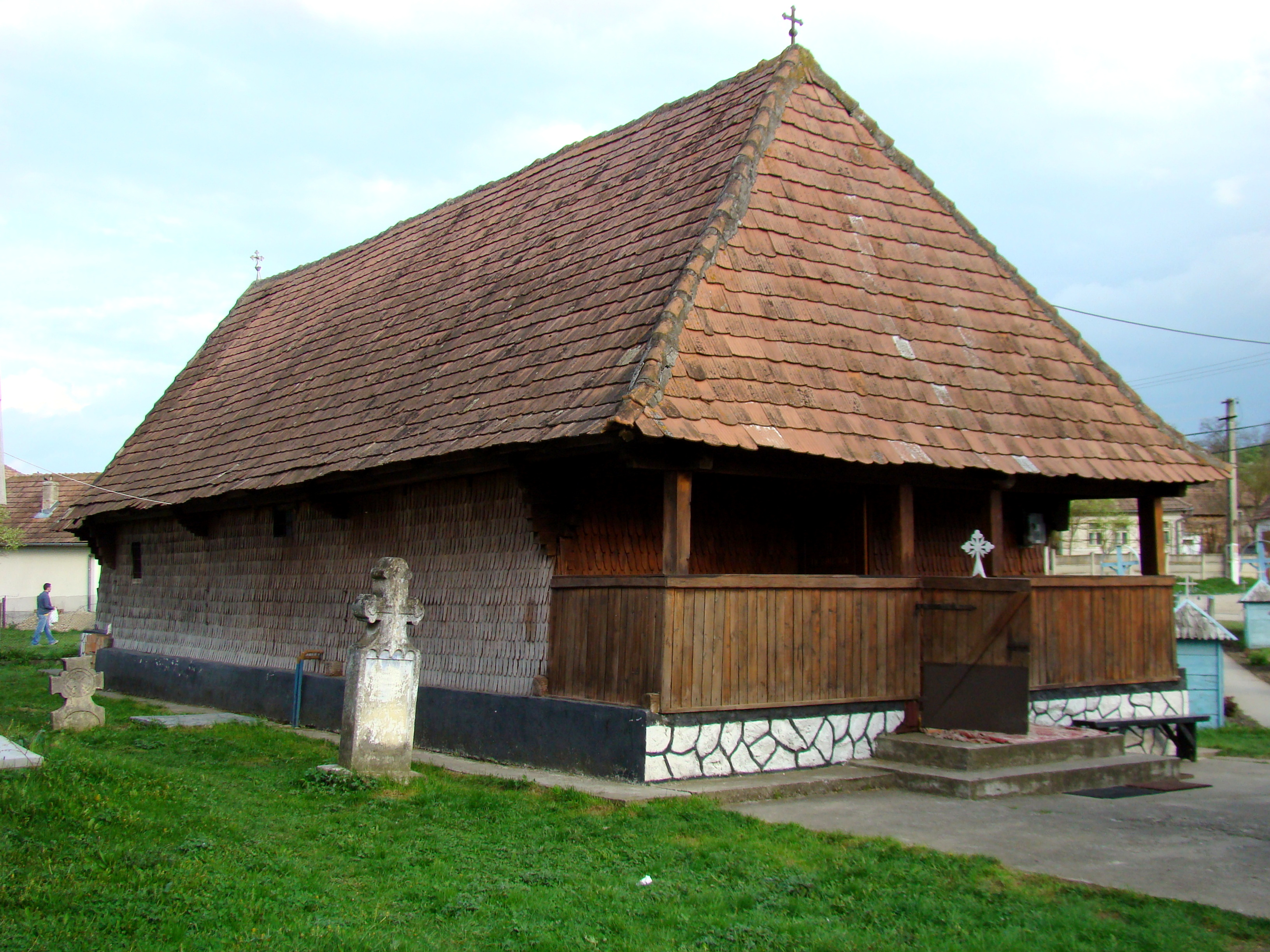
Biserica
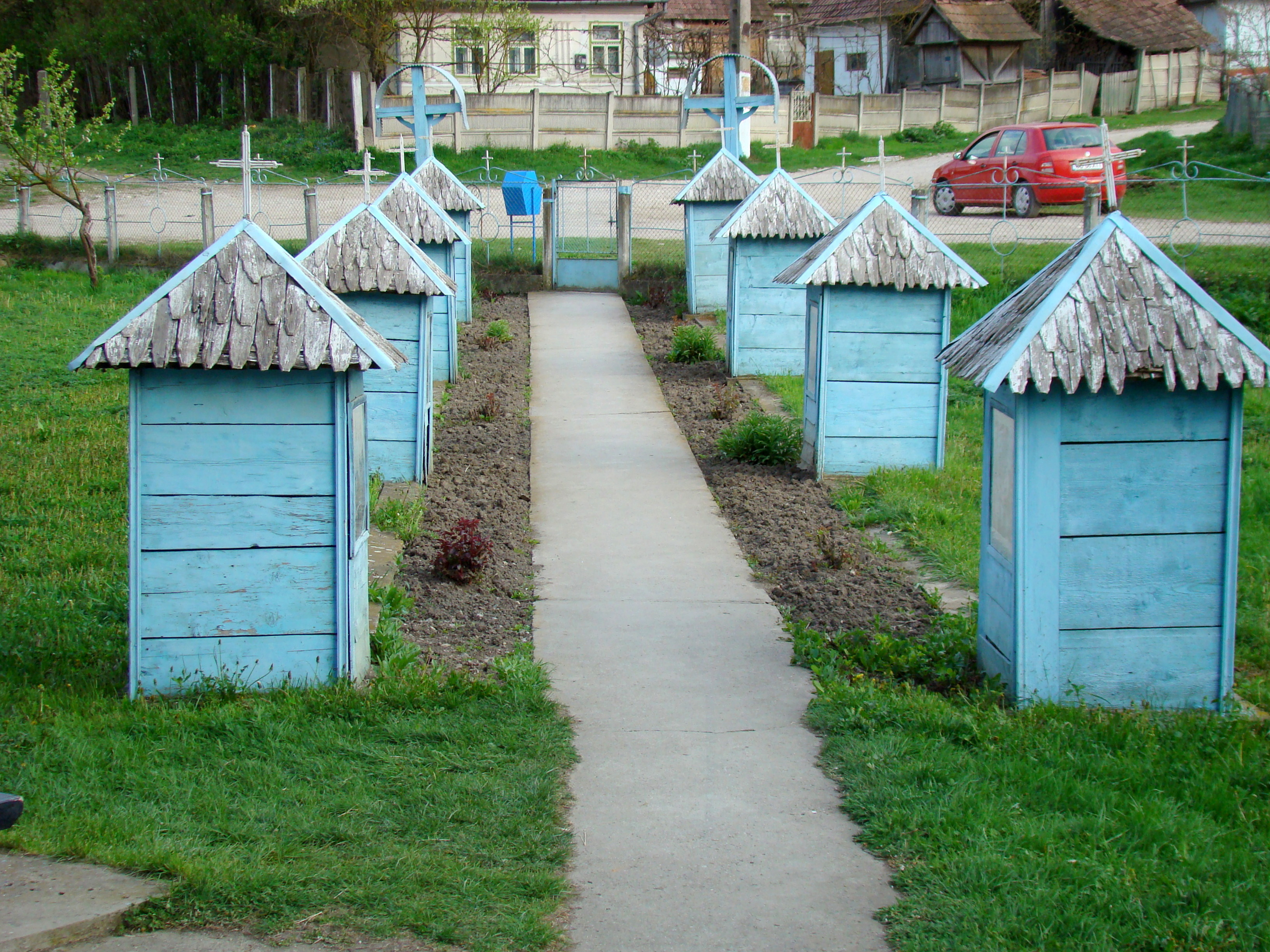
Aleea ce duce spre biserică
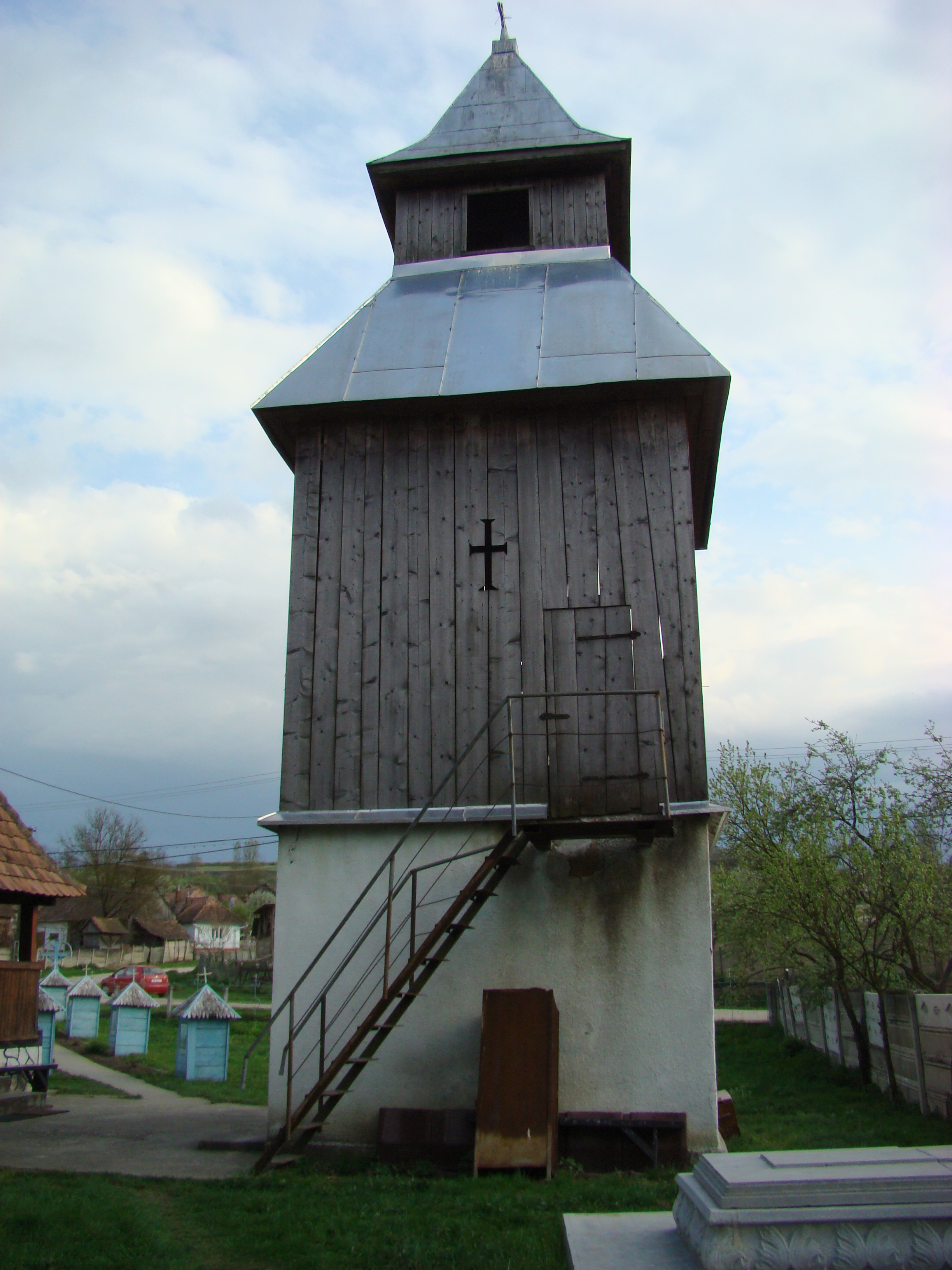
Turnul clopotniţă - vedere laterală
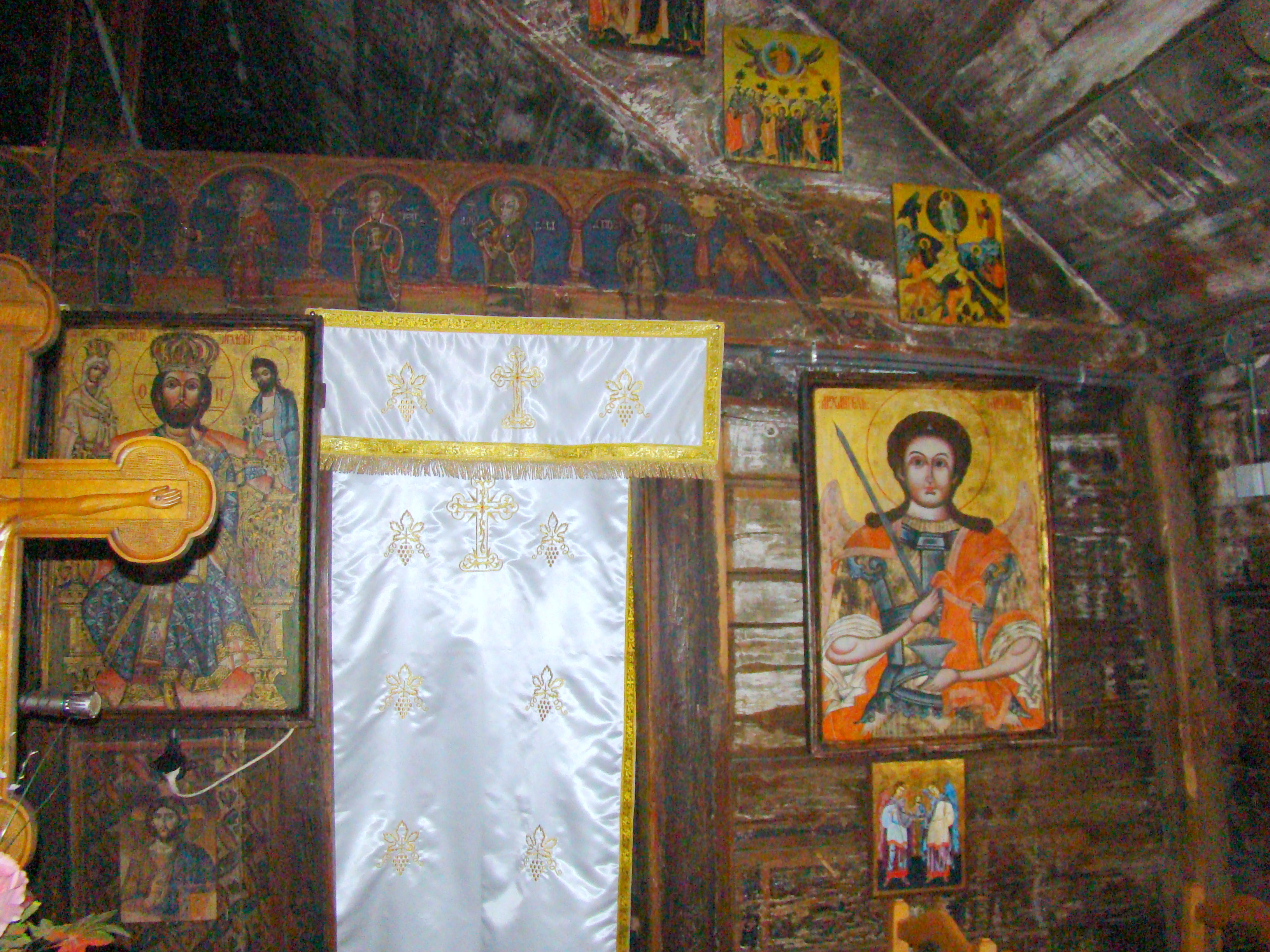
Intrarea în absida altarului
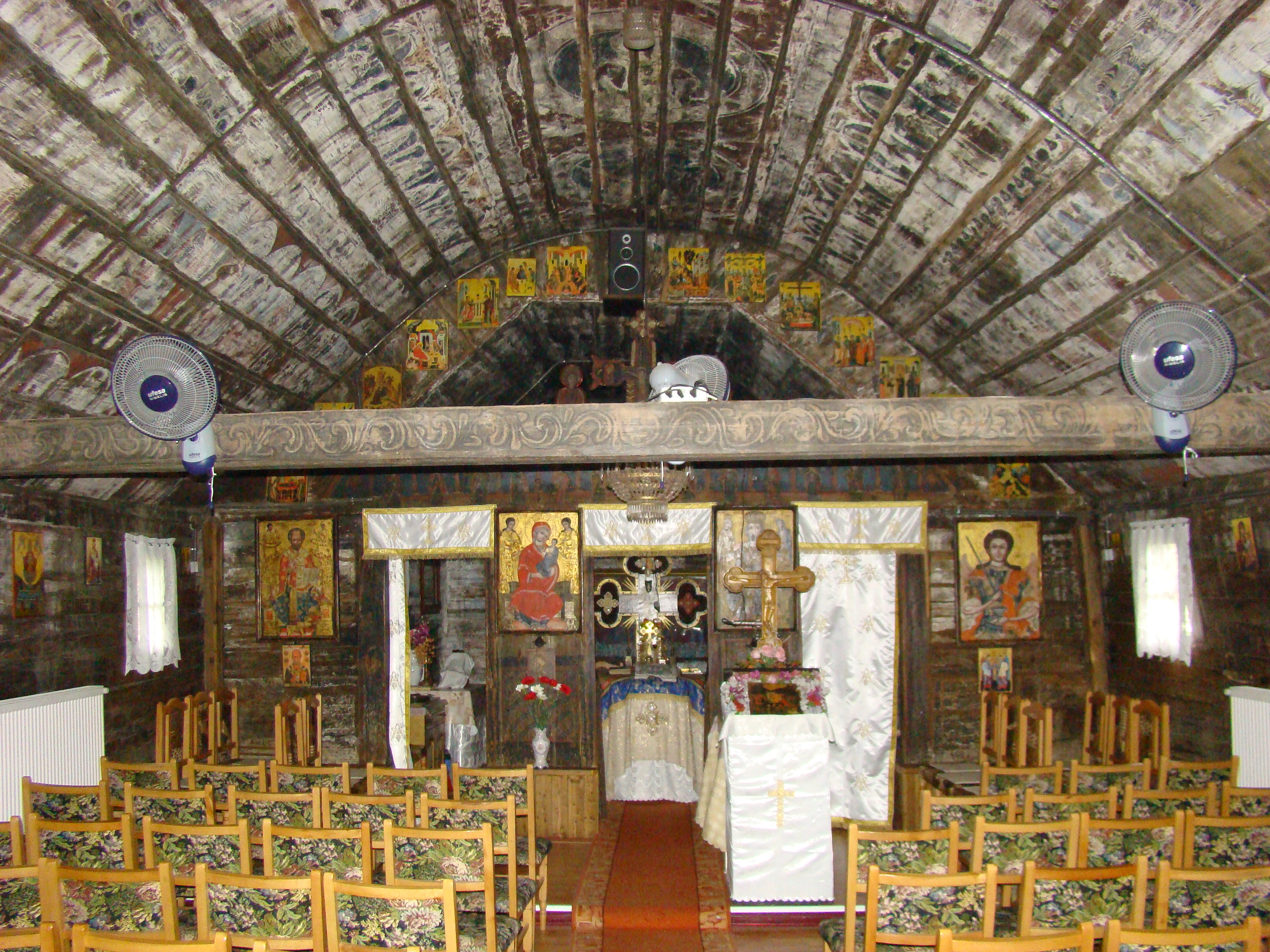
Vedere din naos spre altar - grinda tirant
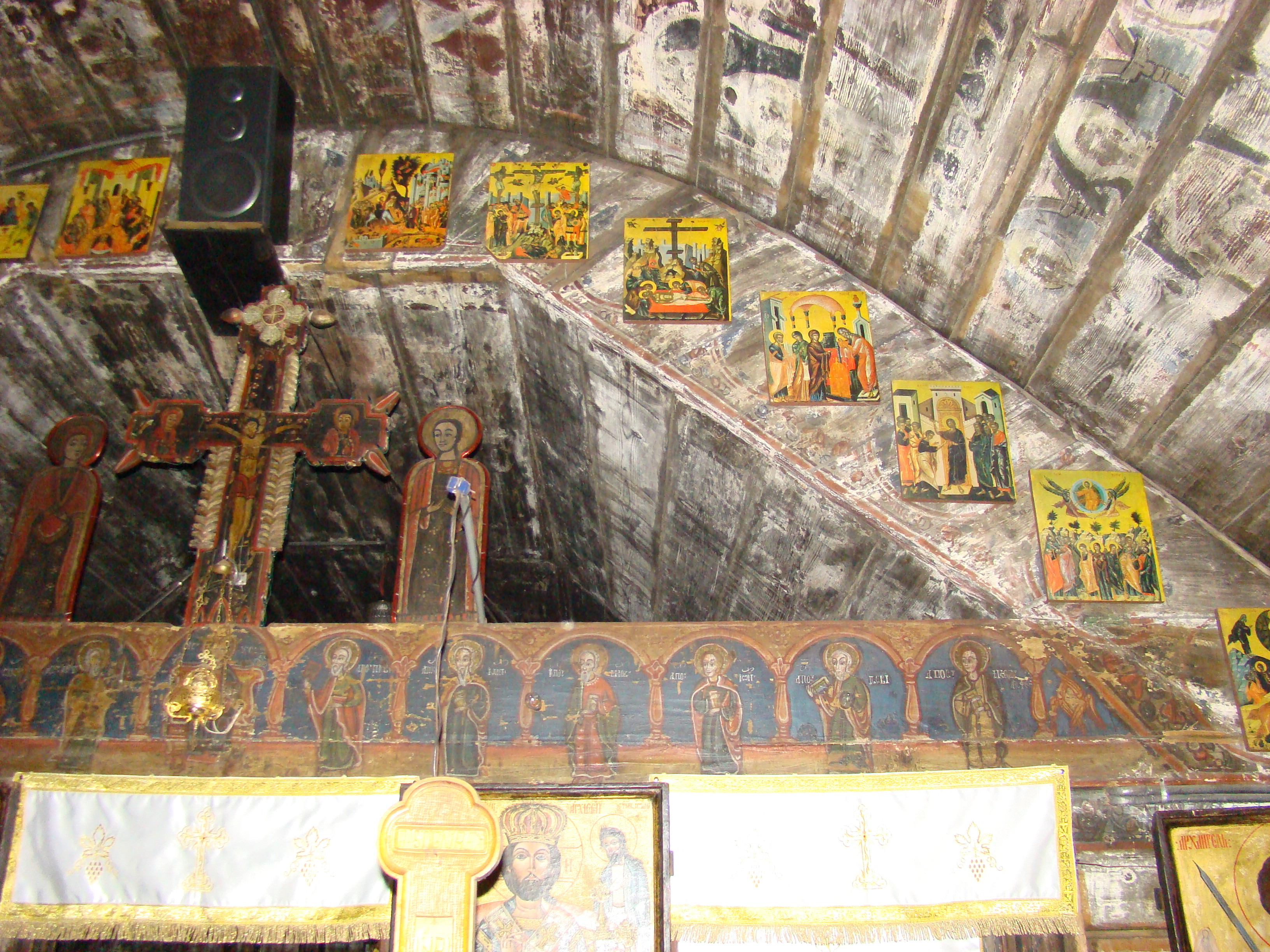
Detaliu iconostas
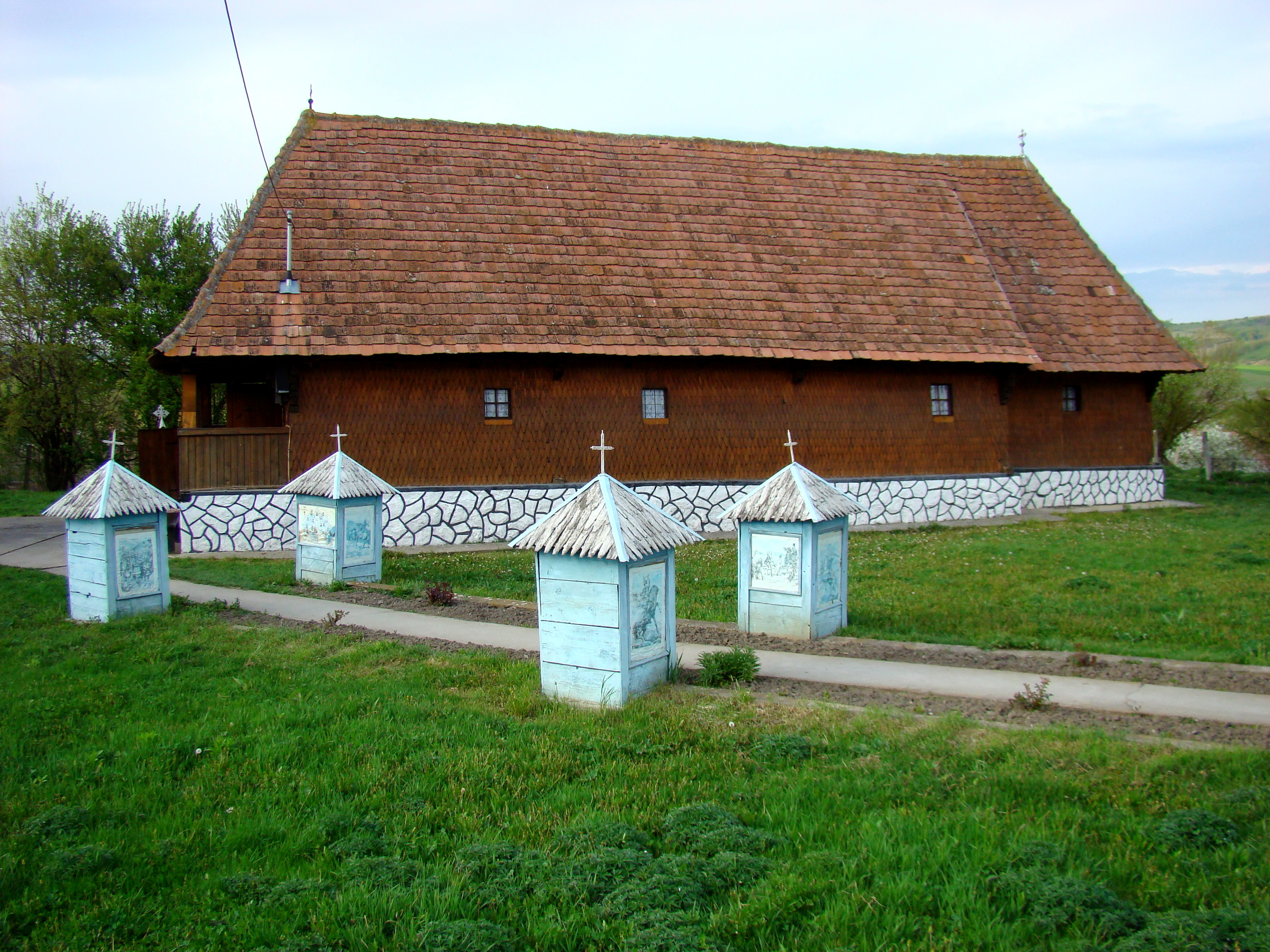
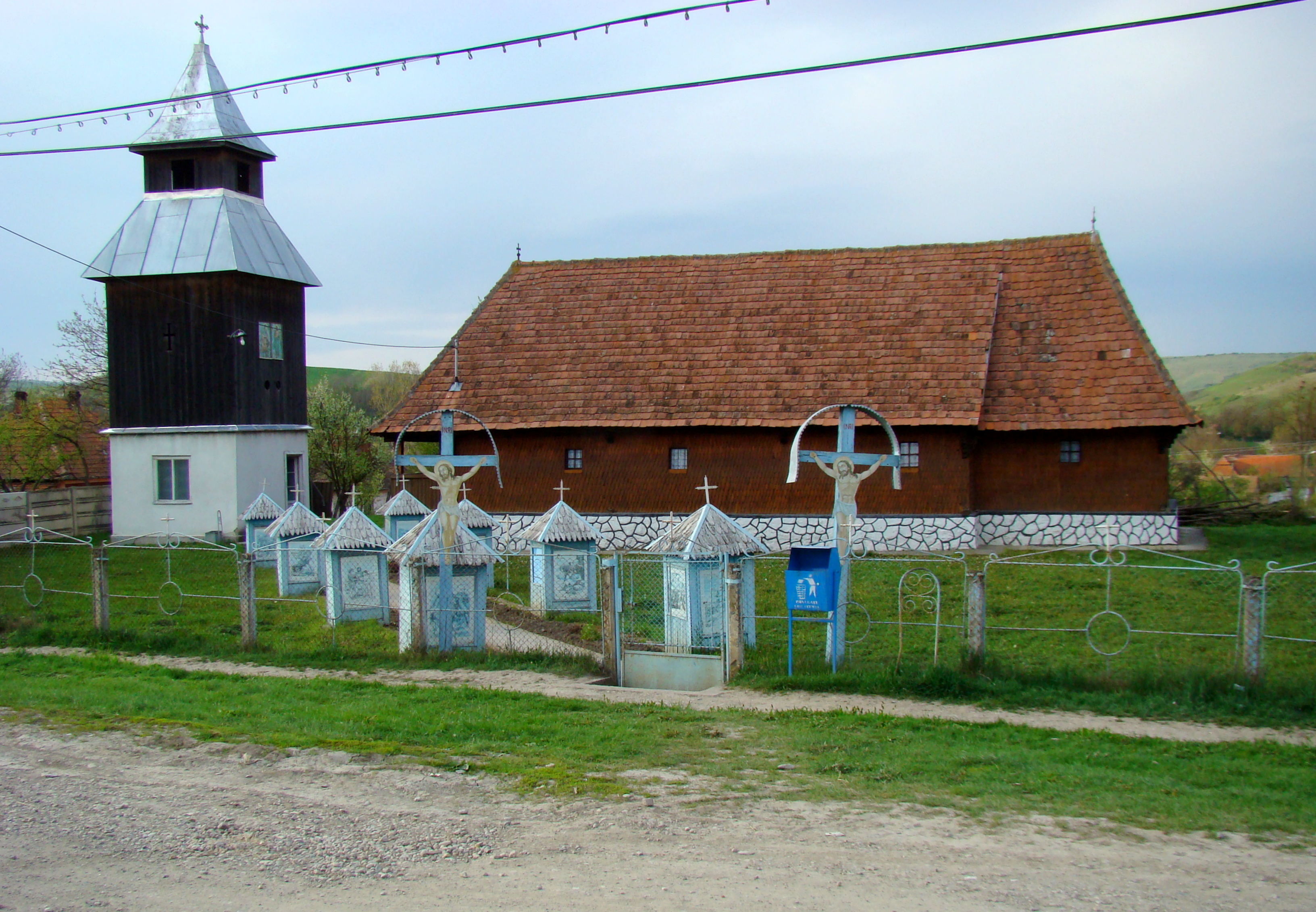
Vedere de ansamblu
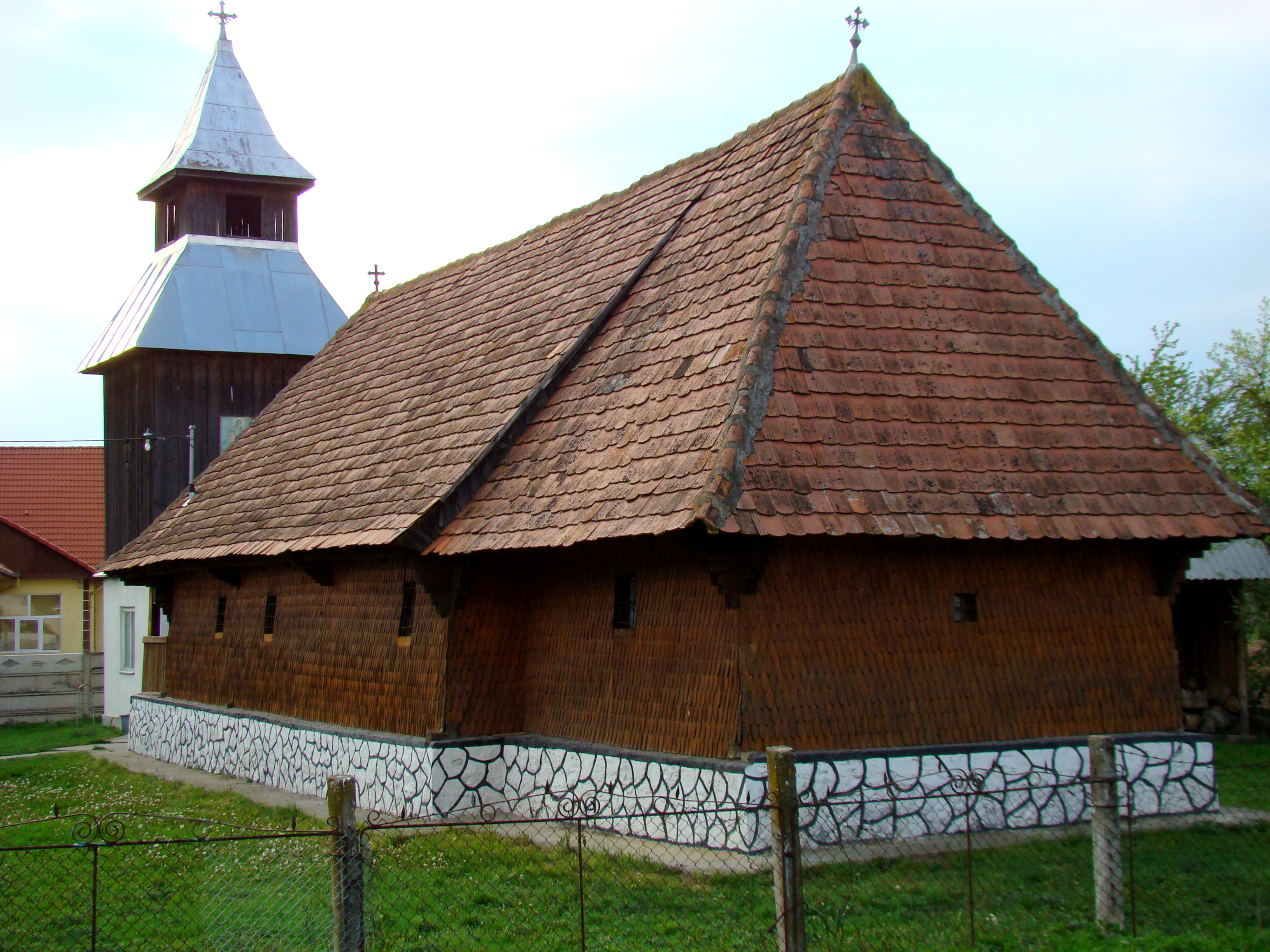
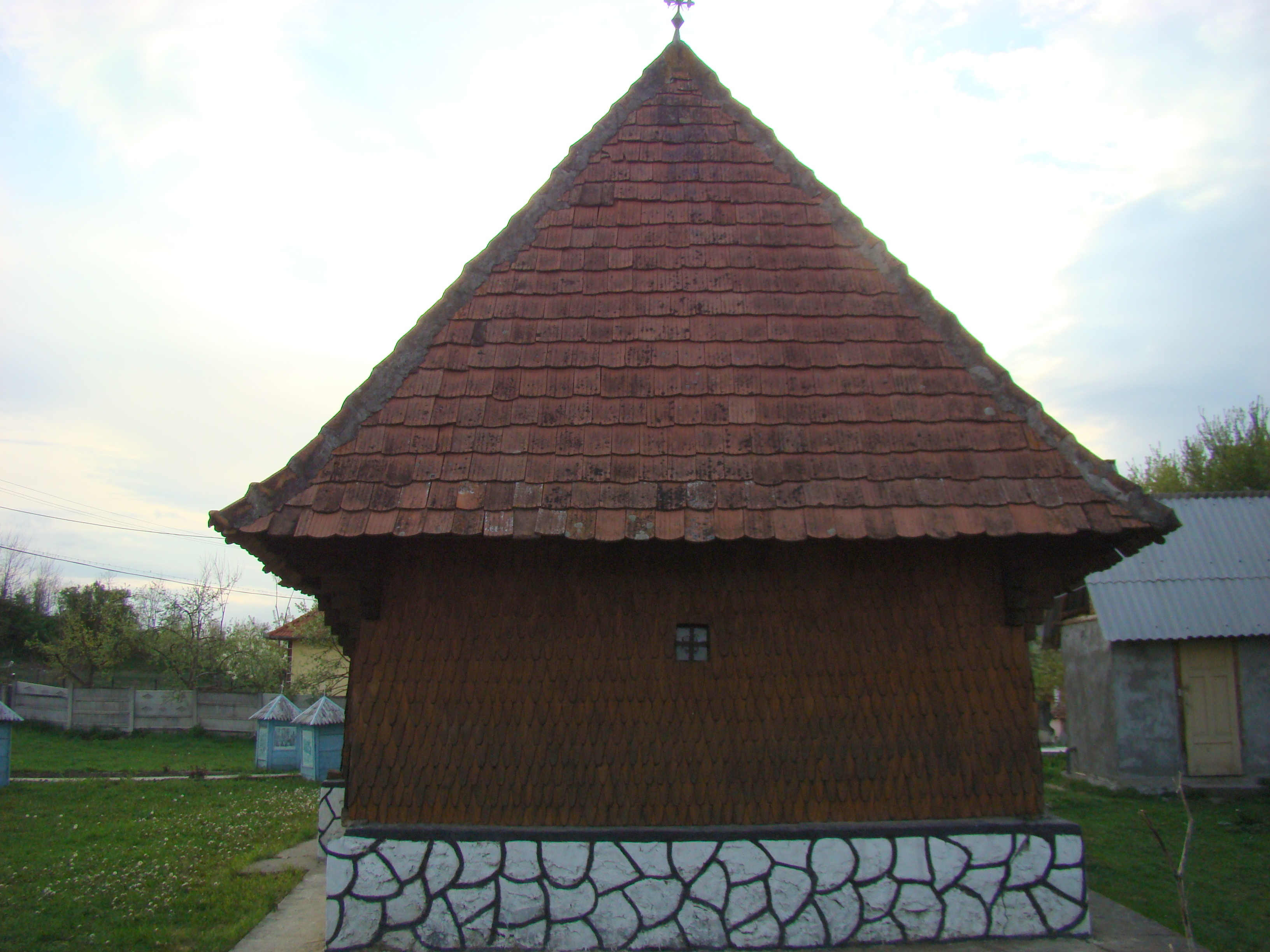
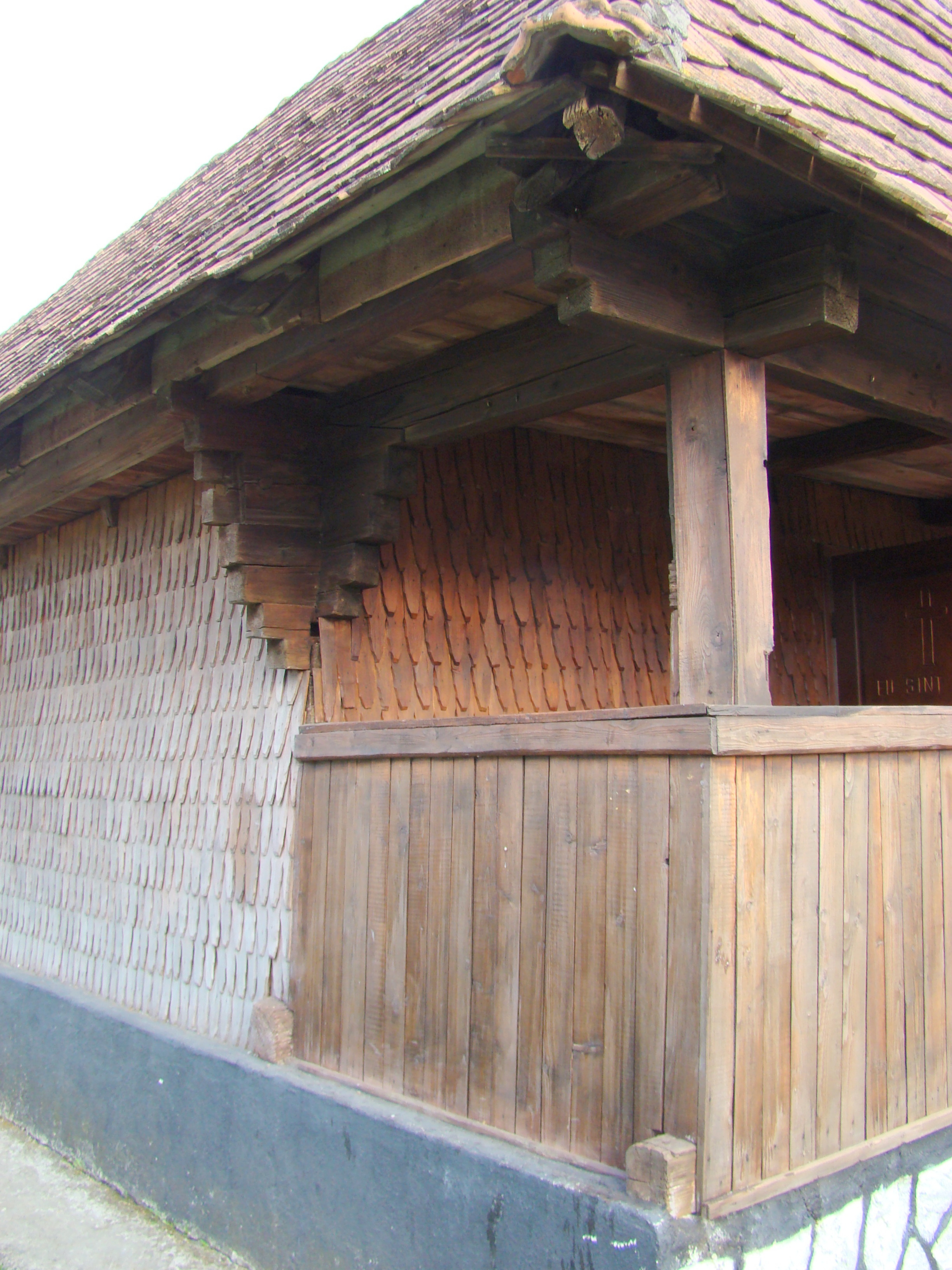
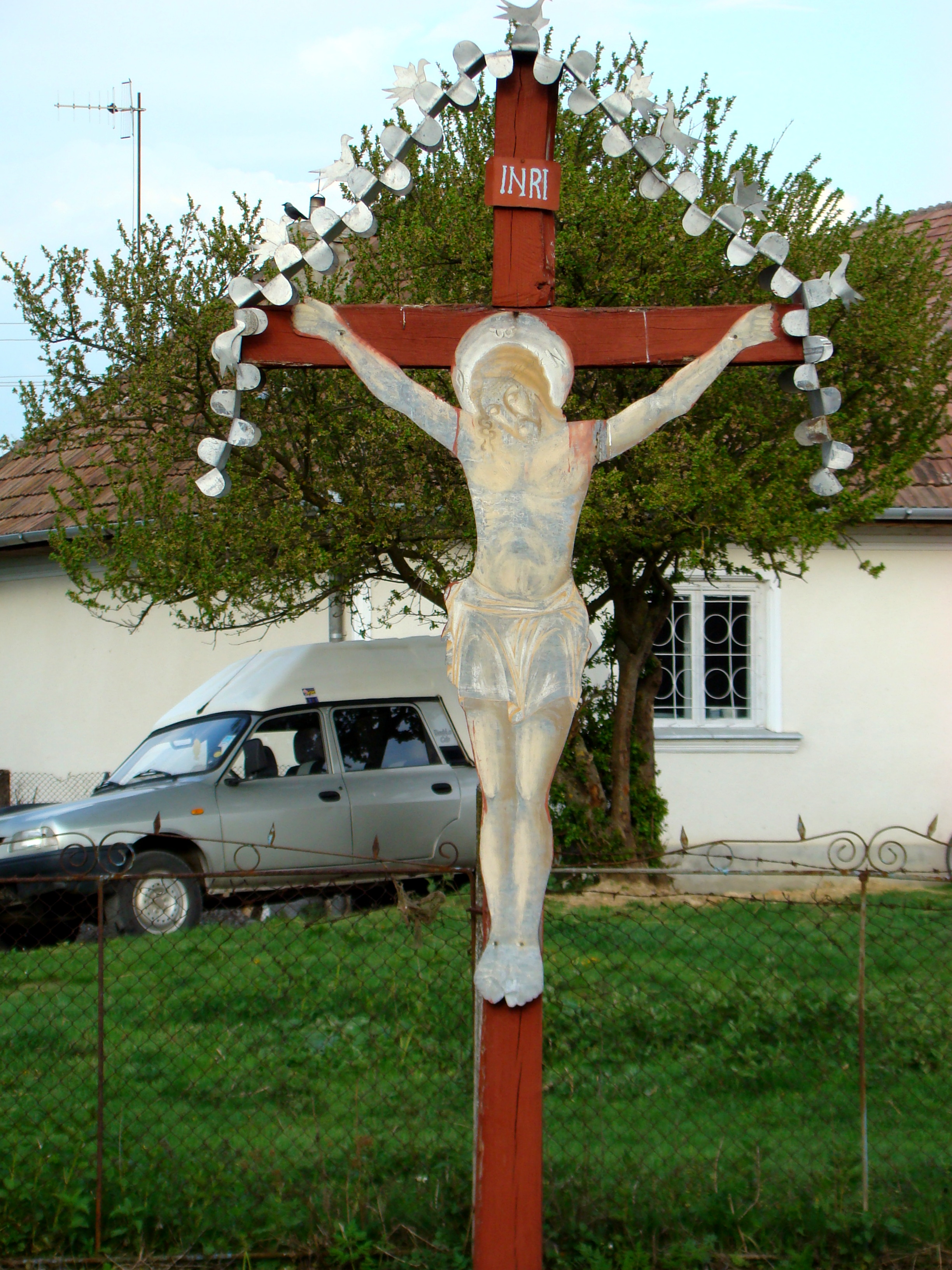